# Sympetrum obtrusum
Sympetrum obtrusum – gatunek ważki z rodziny ważkowatych.

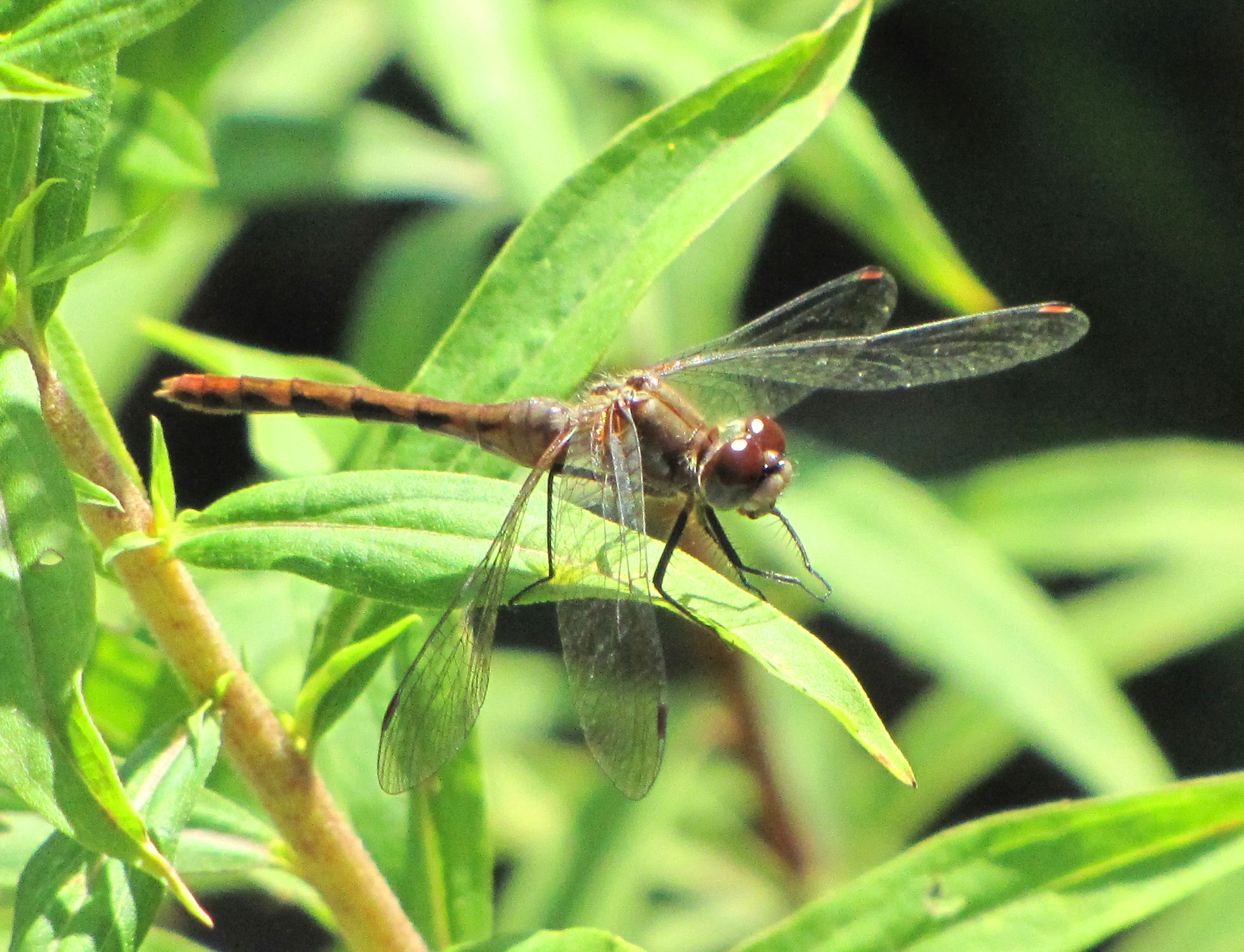
Dojrzała samica, Ontario.

Występuje na północy USA i na południu Ontario. Wedle niektórych źródeł można spotkać ją też w Albercie. Średniej wielkości osobniki liczą sobie około 33 mm. Dorosłe samce odróżnić można dzięki charakterystycznej czysto białej twarzy i czerwonym ciele. Na odwłoku znajdują się czarne trójkąty, a u podstawy skrzydeł zauważa się barwę bursztynu. Samice i niedojrzałe samce cechują się żółtymi twarzami oraz brzuchem, którego barwa u tych pierwszych przechodzi w oliwkowobrązowy, a nawet czerwonawy. Prowadzi drapieżny tryb życia.

## Podobne gatunki
Osobników młodych nie da się prawie nigdy odróżnić od Sympetrum rubicundulum i Sympetrum internum. Te 3 gatunki zasiedlają też podobne siedliska. Dojrzałego S. obtrusum rozpoznaje się po wspomnianej białej twarzy.